# Bílence (zámek)
Zámek Bílence se nachází v jihozápadní části stejnojmenné obce v okrese Chomutov. Stojí na okraji zemědělského dvora na pravém břehu Chomutovky v nadmořské výšce asi 260 metrů. Je využíván k hospodářským účelům a veřejnosti není přístupný.

## Historie
Předchůdcem zámku byla gotická tvrz. Stejnojmenná ves je doložena k roku 1355, kdy ji držel Jindřich z Bílenců, který si pravděpodobně postavil také tvrz. Te je výslovně doložena je až k roku 1510, kdy ji vlastnil Jan z Cítova. V letech 1541–1556 ji vlastnila Anna Kateřina z Chrámců a po ní Močidlanští z Močidlan. Od roku 1572 patřila ves s tvrzí Adamovi ze Štampachu a od roku 1573 Havlovi Hrobčickému z Hrobčic. Havlův nejstarší syn Ladislav prodal Bílence roku 1618 Asmanovi staršímu ze Štampachu, jehož majetek byl po Bílé Hoře zkonfiskován a nejpozději v tomto období tvrz zanikla. Roku 1623 zakoupil panství od královské komory František Clary de Riva.
Ve druhé polovině 17. století byl u zbytků tvrze přistavěn hospodářský dvůr, v němž sídlil správce a majiteli se stali Michnové z Vacínova, po nich Krakovští z Kolovrat. Až roku 1738 Bílence zakoupil Jindřich Josef Auersperg a natrvalo připojil vesnici i s dvorem k červenohrádeckému panství. 
V poslední třetině 18. století Auerspergové dali na místě původní tvrze postavit barokní zámek, který sloužil jako sídlo správy dvora. Jedním ze správců dvora byl Franz Storch (1820–1892), otec pozdějšího chomutovského starosty Ernsta Storcha.
Roku 2021 zahájil nový majitel Tomáš Karl rekonstrukci zámku pro své obytné a reprezentační účely, zrušil chov drůbeže a založil levandulová pole.

## Stavební podoba

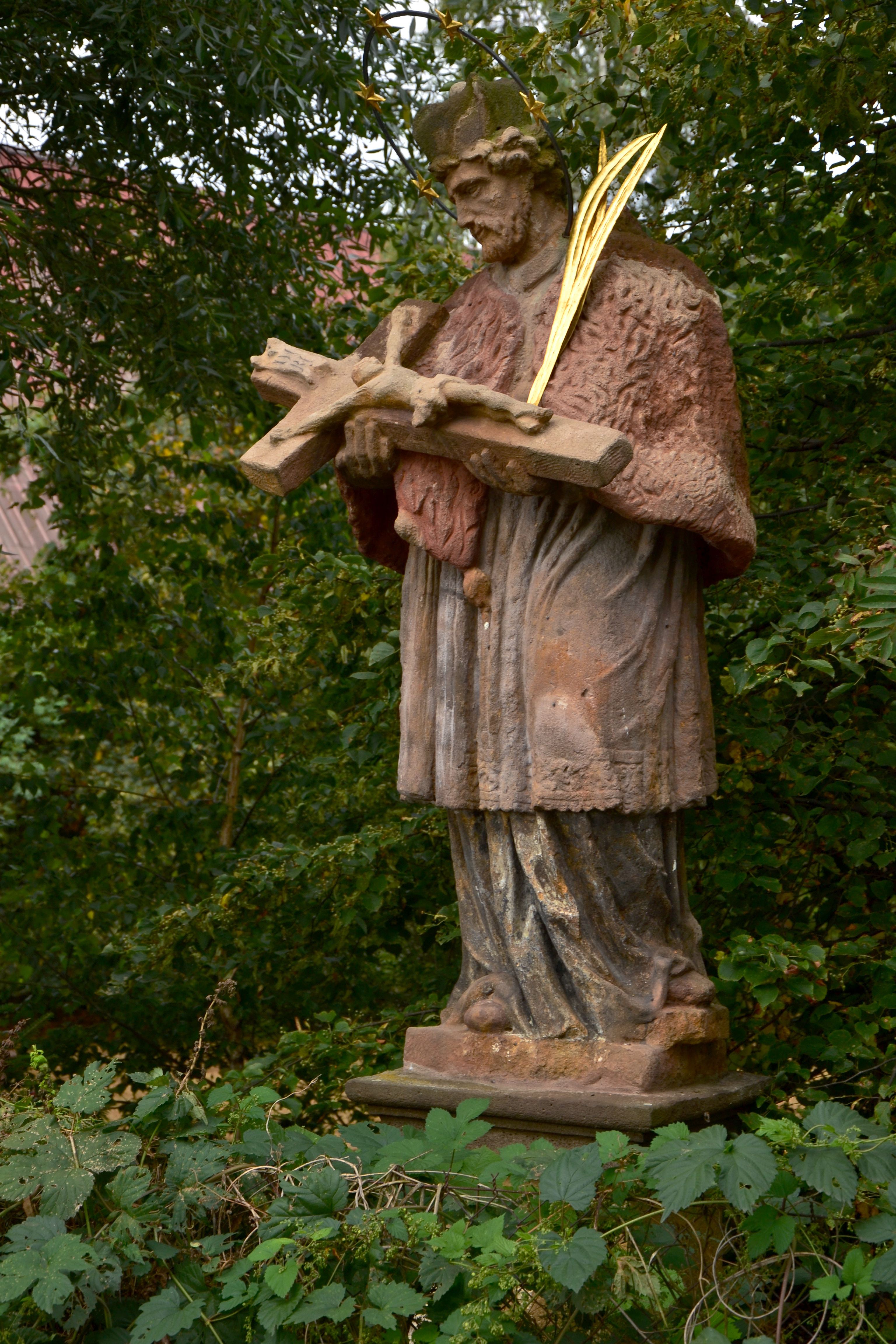
Socha svatého Jana Nepomuckého

Barokní zámek s klasicistními prvky zaujal severní nároží hospodářského dvora, při jehož výstavbě byl zavezen příkop starší tvrze. Je to obdélná přízemní stavba se sedlovou střechou. Hlavní průčelí je obráceno do dvora. Trojosé průčelí má mírně vystupující rizalit se čtyřmi pilastry, nesoucí štít s kuželkovou balustrádou, se dvěma vázami a dvěma poprsími římských císařů. Ve středu rizalitu je portál hlavního vstupu do zámku a po jeho stranách dvě oválná okna. Vstupní hala zámku na obdélném půdorysu má na klenbě zbytky štukového zrcadla a podobně zdobené štukové pilastry. Park je rozdělený cestami, keři a travnatými plochami s novou květinovou výsadbou.[zdroj⁠?!]
Z hospodářského dvora se dochovala mimo jiné brána s pozdně gotickou brankou a na okraji areálu stojí socha svatého Jana Nepomuckého.